# Список об'єктів Світової спадщини ЮНЕСКО в Боснії і Герцеговині
У списку об'єктів Світової спадщини ЮНЕСКО в Боснії і Герцеговині налічується 4 найменування (станом на 2023 рік).
У цій таблиці об'єкти розташовані в порядку їх додавання до списку Світової спадщини ЮНЕСКО.

## Список об'єктів
| № | Зображення | Назва | Місцеположення | Час створення    | Час внесення до списку                      | №    | Критерії |
| - | ---------- | --- | --- | ---------------- | ------------------------------------------- | ---- | -------- |
| 1 |            | Район Старого мосту в старому місті Мостар (англ. Old Bridge Area of the Old City of Mostar) | Боснія і Герцеговина Герцеговинсько-Неретванський кантон | XV—XX століття   | 2005                                        | 946  | vi       |
| 2 |            | Букові праліси Карпат та інших регіонів Європи (англ. Ancient and Primeval Beech Forests of the Carpathians and Other Regions of Europe) * Прашума Янь | Боснія і Герцеговина (спільно з Австрією , Албанією , Бельгією , Болгарією , Іспанією , Італією , Німеччиною , Північною Македонією , Польщею , Румунією , Словаччиною , Словенією , Україною , Францією , Хорватією , Чехією та Швейцарією ) | —                | 2007 (розширено у 2011, 2017 та 2021 роках) | 1133 | ix       |
| 3 |            | Міст Мехмеда-паші Соколовича у Вишеграді (англ. Mehmed Paša Sokolović Bridge in Višegrad) | Боснія і Герцеговина Республіка Сербська, регіон Істочно-Сараєво | XVI століття     | 2007                                        | 1260 | ii, iv   |
| 4 |            | Стечки - середньовічні надгробні кладовища (англ. Stećci Medieval Tombstone Graveyards) * Радімля, Столаць * Грчка главіца в селі Біскуп, Коніц * Калуфі в селі Крекові, Невесинє * Борак в селі Бурати, Рогатиця * Макулє, Новий Травник * Дуго поле в Блідіньє, Ябланіца * Гвозно, Калиновик * Гребніце, Радміловіча Дубрава, Бальчі, Білеча * Біяча, Любушки * Оловці, Кладань * Мрамор в Мусічі, Олово * Кучарін в Гранчічі, Горажде * Болюні, Столаць * Долови в селі Умоляни, Трново * Любурицьке поле, Соколац * Поткук в Бітуні, Берковичі * Бечани, Шековичі * Мрамор у Врбіці, Фоча * Ченгіча Бара, Калиновик * Раванська Врата, Купрес | Боснія і Герцеговина (спільно з Сербією , Хорватією та Чорногорією ) | XII—XVI століття | 2016                                        | 1504 | iii, vi  |

## Попередній список
| №  | Зображення | Назва                                                                                  | Місцеположення | Час створення | Час внесення до списку | №    | Критерії                         |
| -- | ---------- | -------------------------------------------------------------------------------------- | --- | ------------- | ---------------------- | ---- | -------------------------------- |
| 1  |            | Сараєво — унікальний символ універсальної мультикультурності — постійно відкрите місто | — | —             | 1997 рік               | 906  | v                                |
| 2  |            | Печера Ветрениця                                                                       | Равно, західна частина Попового поля, 15 км на північ від Слано на узбережжі Адріатичного моря (Республіка Хорватія), 25 км на північний захід від Дубровника. | —             | 2004 рік               | 1975 | vii, x                           |
| 3  |            | Природно-архітектурний ансамбль Яйце                                                   | Громада Яйце, Середньобоснійський кантон | XV століття   | 2006 рік               | 2098 | ii, iii, iv, v, vi, vii          |
| 4  |            | Історичне міське поселення Почитель                                                    | Герцеговинсько-Неретванський кантон, громада Чапліна | XIV століття  | 2007 рік               | 5092 | ii, iii, iv, v, vi               |
| 5  |            | Природно-архітектурний ансамбль Благай                                                 | Благай — громада міста Мостар, Герцеговинсько-Неретванський кантон                                                                                             | XVI століття  | 2007 рік               | 5280 | ii, iii, iv, v, vi, vii          |
| 6  |            | Природно-архітектурний ансамбль Блидинє                                                | Громади Посуш'є, Томиславград, Ябланиця, Прозор-Рама і Мостар, Герцеговинсько-Неретванський кантон                                                             | XIV століття  | 2007 рік               | 5281 | i, iii, iv, vi, vii, viii, ix, x |
| 7  |            | Природно-архітектурний ансамбль Столаця                                                | Столаць - громада Столаць, Герцеговинсько-Неретванський кантон                                                                                                 | —             | 2007 рік               | 5282 | ii, iii, iv, v, vi, vii          |
| 8  |            | Природний заповідник - праліс Перучиця                                                 | Республіка Сербська, регіон Верхня Дрина, Національний парк Сутьєска                                                                                           | —             | 2017 рік               | 6260 | vii, ix, x                       |
| 9  |            | Єврейське кладовище в Сараєво                                                          | Сараєво | XVI століття  | 2018 рік               | 6334 | ii, iii, iv, vi                  |
| 10 |            | Комплекс травертинових водоспадів у національному парку Мартин Брод — Уна              | Унсько-Санський кантон, місто Бихач | —             | 2019 рік               | 6400 | vii, ix                          |

- Світова спадщина ЮНЕСКО
- ЮНЕСКО